# Phiala alba
Phiala alba är en fjärilsart som beskrevs av Aurivillius 1893. Phiala alba ingår i släktet Phiala och familjen Eupterotidae. Inga underarter finns listade i Catalogue of Life.